# Aircraft Communications Addressing and Reporting System

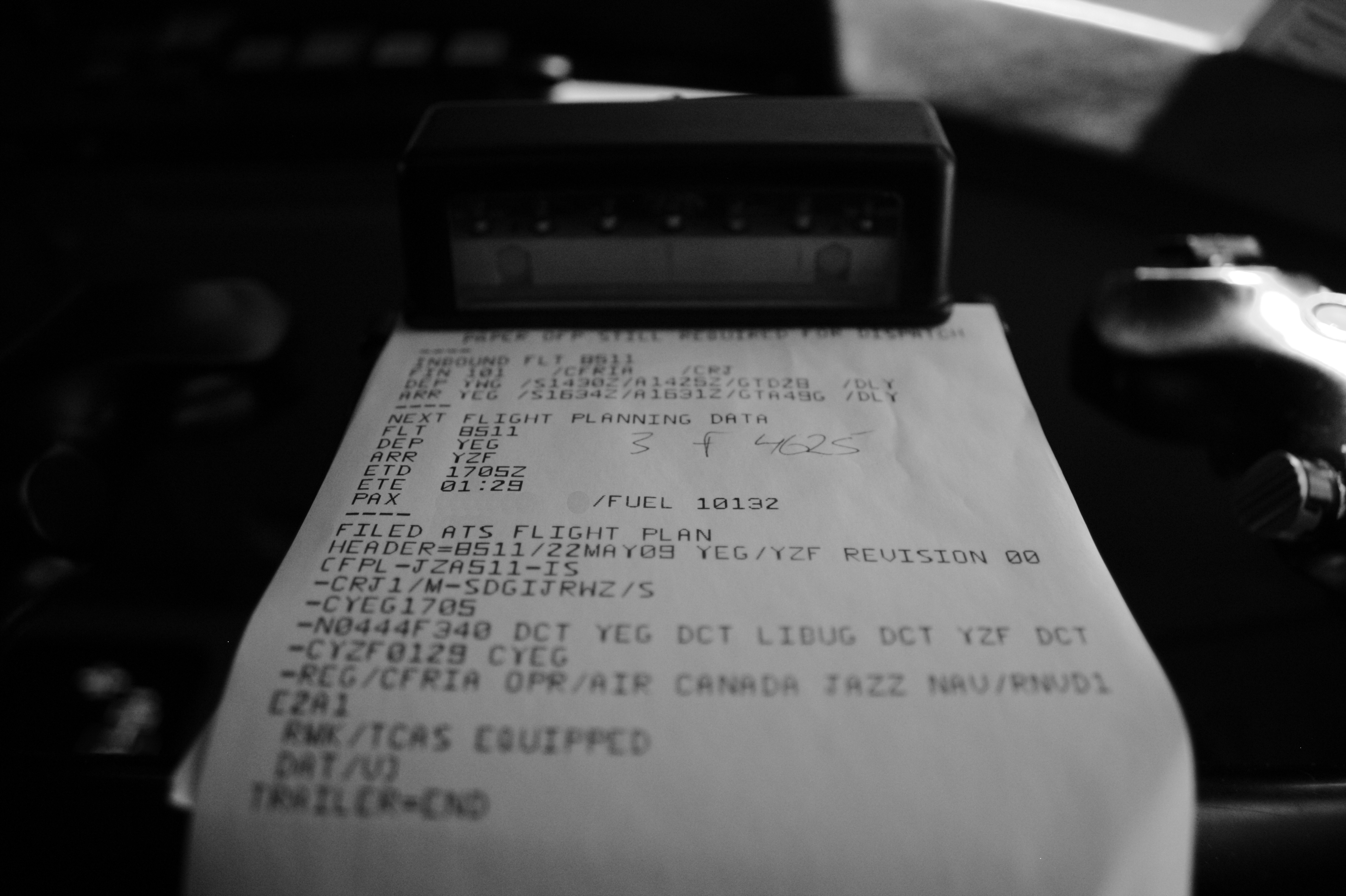
print van een ACARS message

Het Aircraft Communications and Reporting System (ACARS) is een digitale vorm van radiocommunicatie tussen vliegtuigen en grondstations. Het is een datalink. ACARS is een alternatief voor spraakverbindingen in de luchtvaartcommunicatie en maakt boven land veelal gebruik van radiofrequenties in de VHF-luchtvaartband. Boven de oceanen, de polen en andere gebieden buiten VHF-bereik van grondstations worden ACARS-boodschappen verzonden via HF-datalink (HFDL) of SATCOM (satellietcommunicatie) indien het vliegtuig daartoe is uitgerust.
ACARS wordt het meest gebruikt voor communicatie tussen luchtvaartmaatschappijen en verkeersvliegtuigen. Er kan een tekstbericht mee worden verstuurd vanuit de cockpit van een vliegtuig naar een grondstation of andersom. Operationele informatie, zoals de technische toestand van het vliegtuig, positie, verwachte aankomsttijd enz., worden vaak automatisch verzonden vanuit het vliegtuig. Ook is het mogelijk om vanaf de grond een "uplink" te maken om data van bepaalde vliegtuigsystemen op te vragen.
Sommige vliegtuigen doen automatisch meteorologische waarnemingen (AMDAR), welke via ACARS worden verstuurd.
Het systeem wordt op een aantal plaatsen in de wereld gebruikt voor luchtverkeersleidingsdoeleinden. Het ontvangen en bevestigen van de klaring van de luchtverkeersleiding bij vertrek of bij de "oceanic crossing" kan via ACARS gedaan worden.
ACARS-berichten kunnen door belangstellenden worden "meegelezen" met een VHF- of HF-radio-ontvanger en decoderingssoftware.